# Morganucodontidae
De Morganucodontidae zijn een familie van uitgestorven zoogdieren die leefden van het Laat-Trias tot het Vroeg-Jura.

## Kenmerken
Deze dieren waren klein en behaard, met een lengte van ongeveer 12 cm. Ze vertoonden veel gelijkenis met de huidige spitsmuizen, maar ook met de voorouders van de zoogdierachtige reptielen, de Therapsida.

## Leefwijze
Deze dieren waren spitsmuisachtige insecteneters, met een goed ontwikkeld gebit, die hoofdzakelijk 's nachts op insecten jaagden in woestijnomgevingen. Ze konden, net als zoogdieren, vrij snel bewegen, maar dit was maar van korte duur. Dit betekent, dat het voedsel snel moest worden verteerd om de energieproductie op peil te houden, zodat de spijsvertering het volgende voedsel weer kon verwerken. Daarom brachten ze het grootste deel van hun tijd door met eten. Ze konden complexe kauwbewegingen maken, door met de kaken beperkte zijwaartse bewegingen te maken.

## Vondsten
Hun fossielen zijn gevonden in Europa, Zuid-Afrika en Oost-Azië.

## Geslachten
- † Brachyzostrodon Sigogneau-Russell, 1983
- † Eozostrodon Parrington, 1941
- † Erythrotherium Crompton, 1964
- † Gondwanadon Datta & Das, 1996
- † Helvetiodon Clemens, 1980
- † Indotherium Yadagiri, 1984
- † Morganucodon Kühne, 1949
- † Wareolestes Freeman, 1979